# Katie Jarvis
Katie Jarvis (Dagenham, 22 giugno 1991) è un'attrice britannica, nota per il ruolo da protagonista nel film Fish Tank.

## Biografia
Katie Jervis è stata notata da un agente presso la stazione ferroviaria di Tilbury. Fu quindi scelta per il ruolo della quindicenne Mia, protagonista del film Fish Tank, in seguito ad un'audizione. In seguito Katie Jarvis ha anche partecipato al cortometraggio A Perfect Day della serie 10 Minutes Tales. Ha conseguito, tra vari premi, quello come miglior attrice all'European Film Award nel 2009 e al Chlotrudis Award nel 2010.

## Filmografia
- Fish Tank, regia di Andrea Arnold (2009)

## Riconoscimenti
- British Independent Film Award – miglior esordiente[3]
- Edinburgh International Film Festival – miglior interpretazione britannica[4]
- London Critics Circle Film Awards – miglior giovane interprete dell'anno[5]